# Ricoh Open 2016
Ricoh Open 2016 byl společný tenisový turnaj mužského okruhu ATP World Tour a ženského okruhu WTA Tour, který se odehrával v Autotron parku na otevřených travnatých dvorcích. Konal se mezi 4. až 12. červnem 2016 v nizozemském Rosmalenu u 's-Hertogenbosche jako dvacátý sedmý ročník turnaje.
Mužská polovina se řadila do kategorie ATP World Tour 250 a její dotace činila 635 645 eur. Ženská část s rozpočtem 250 000 dolarů byla součástí WTA International Tournaments.
Nejvýše nasazenými hráči v soutěžích dvouher se stali jedenáctý hráč žebříčku David Ferrer a po zranění vracející se na okruh světová osmička Belinda Bencicová. Jako poslední přímí účastníci do dvouher nastoupili 104. japonský tenista pořadí Tacuma Itó a 117. žena klasifikace Kateryna Kozlovová z Ukrajiny.
V mužské části dokázal obhájit titul Francouz Nicolas Mahut. Pátý společný deblový titul získala dvojice Mate Pavić z Chorvatska a Michael Venus z Nového Zélandu. V ženské části získala svůj druhý titul Američanka Coco Vandewegheová.  První společný titul ze čtyřhry pak získali Gruzínka Oxana Kalašnikovová a Kazaška Jaroslava Švedovová.

## Rozdělení bodů a finančních odměn

### Rozdělení bodů
| Soutěž       | vítězové | finalisté | semifinalisté | čtvrtfinalisté | 16 v kole | 32 v kole | Q  | Q3 | Q2 | Q1 |
| ------------ | -------- | --------- | ------------- | -------------- | --------- | --------- | -- | -- | -- | -- |
| dvouhra mužů | 250      | 150       | 90            | 45             | 20        | 0         | 12 | 6  | 0  | 0  |
| čtyřhra mužů | 250      | 150       | 90            | 45             | 0         |           |    |    |    |    |
| dvouhra žen  | 280      | 180       | 110           | 60             | 30        | 1         | 18 | 14 | 10 | 1  |
| čtyřhra žen  | 280      | 180       | 110           | 60             | 1         |           |    |    |    |    |

### Finanční odměny
| Soutěž                                | vítězové | finalisté | semifinalisté | čtvrtfinalisté | 16 v kole | 32 v kole | Q3     | Q2     |
| ------------------------------------- | -------- | --------- | ------------- | -------------- | --------- | --------- | ------ | ------ |
| dvouhra mužů                          | €100 800 | €53 085   | €28 755       | €16 380        | €9 650    | €5 720    | €2 575 | €1 290 |
| dvouhra žen                           | $43 000  | $21 400   | $11 500       | $6 175         | $3 400    | $2 100    | $1 020 | $600   |
| čtyřhra mužů                          | €30 620  | €16 100   | €8 720        | €4 990         | €2 920    |           |        |        |
| čtyřhra žen                           | $12 300  | $6 400    | $3 435        | $1 820         | $960      |           |        |        |
| částka ve čtyřhrách je uvedena na pár |          |           |               |                |           |           |        |        |

## Dvouhra mužů

### Nasazení
| Stát                           | Hráč          | ATP | Nasazení |
| ------------------------------ | ------------- | --- | -------- |
| Španělsko                      | David Ferrer  | 11. | 1.       |
| Austrálie                      | Bernard Tomic | 22. | 2.       |
| Chorvatsko                     | Ivo Karlović  | 28. | 3.       |
| USA                            | Steve Johnson | 34. | 4.       |
| USA                            | Sam Querrey   | 37. | 5.       |
| Itálie                         | Andreas Seppi | 38. | 6.       |
| Lucembursko                    | Gilles Müller | 42. | 7.       |
| Francie                        | Nicolas Mahut | 44. | 8.       |
| Žebříček ATP k 23. květnu 2016 |               |     |          |

### Jiné formy účasti
Následující hráči obdrželi divokou kartu do hlavní soutěže:
- Marius Copil
- Robin Haase
- Lleyton Hewitt

Následující hráči postoupili z kvalifikace:
- Stefan Kozlov
- Nicolas Mahut
- Igor Sijsling

Následující hráči postoupili z kvalifikace:
- Ernesto Escobedo
- Lukáš Lacko
- Daniil Medveděv
- Dennis Novikov

### Odhlášení
před zahájením turnaje
- Pablo Carreño Busta → nahradil jej Adrian Mannarino
- Alexandr Dolgopolov → nahradil jej  Rajeev Ram
- Richard Gasquet → nahradil jej Jošihito Nišioka
- David Goffin → nahradil jej  David Ferrer
- João Sousa → nahradil jej Benjamin Becker
- Fernando Verdasco → nahradil jej Ivan Dodig
- Alexander Zverev → nahradil jej Tacuma Itó

## Mužská čtyřhra

### Nasazení
| Stát                                                                                    | Hráč           | Stát         | Hráč          | ATP | Nasazení |
| --------------------------------------------------------------------------------------- | -------------- | ------------ | ------------- | --- | -------- |
| Indie                                                                                   | Rohan Bopanna  | Francie      | Nicolas Mahut | 13. | 1.       |
| Chorvatsko                                                                              | Ivan Dodig     | USA          | Rajeev Ram    | 37. | 2.       |
| Spojené království                                                                      | Dominic Inglot | Jižní Afrika | Raven Klaasen | 45. | 3.       |
| Kanada                                                                                  | Daniel Nestor  | Pákistán     | Ajsám Kúreší  | 67. | 4.       |
| Žebříček ATP k 23. květnu 2016; číslo je součtem žebříčkového postavení obou členů páru |                |              |               |     |          |

### Jiné formy účasti
Následující páry obdržely divokou kartu do hlavní soutěže:
- Guillermo García-López /  Robin Haase
- Matt Reid /  Bernard Tomic

### Odhlášení
v průběhu turnaje
- Ivan Dodig (nemoc)

## Ženská dvouhra

### Nasazení
| Stát                           | Hráčka                 | WTA | Nasazení |
| ------------------------------ | ---------------------- | --- | -------- |
| Švýcarsko                      | Belinda Bencicová      | 8.  | 1.       |
| Srbsko                         | Jelena Jankovićová     | 26. | 2.       |
| Francie                        | Kristina Mladenovicová | 30. | 3.       |
| Lotyšsko                       | Jeļena Ostapenková     | 36. | 4.       |
| Německo                        | Laura Siegemundová     | 37. | 5.       |
| USA                            | Coco Vandewegheová     | 43. | 6.       |
| Kanada                         | Eugenie Bouchardová    | 47. | 7.       |
| Německo                        | Anna-Lena Friedsamová  | 48. | 8.       |
| Žebříček WTA k 23. květnu 2016 |                        |     |          |

### Jiné formy účasti
Následující hráčky obdržely divokou kartu do hlavní soutěže:
- Indy de Vroomeová
- Dalma Gálfiová
- Richèl Hogenkampová

Následující hráčky postoupily z kvalifikace:
- Viktorija Golubicová
- Eri Hozumiová
- Jovana Jakšićová
- Irina Chromačovová
- Elise Mertensová
- Risa Ozakiová

Následující hráčka postoupila z kvalifikace jako tzv. šťastná poražená:
- Aleksandra Krunićová

### Odhlášení
před zahájením turnaje
- Tímea Babosová → nahradila ji Mirjana Lučićová Baroniová
- Annika Becková → nahradila ji Kiki Bertensová
- Kiki Bertensová → nahradila ji Aleksandra Krunićová
- Camila Giorgiová → nahradila ji Kateryna Kozlovová
- Anastasija Pavljučenkovová → nahradila ji Polona Hercogová
- Barbora Strýcová → nahradila ji Jaroslava Švedovová

## Ženská čtyřhra

### Nasazení
| Stát                                                                                    | Hráčka              | Stát       | Hráčka                | WTA  | Nasazení |
| --------------------------------------------------------------------------------------- | ------------------- | ---------- | --------------------- | ---- | -------- |
| Gruzie                                                                                  | Oxana Kalašnikovová | Kazachstán | Jaroslava Švedovová   | 54.  | 1.       |
| Chorvatsko                                                                              | Darija Juraková     | Austrálie  | Anastasia Rodionovová | 92.  | 2.       |
| Japonsko                                                                                | Eri Hozumiová       | Japonsko   | Miju Katová           | 129. | 3.       |
| Švýcarsko                                                                               | Xenia Knollová      | Srbsko     | Aleksandra Krunićová  | 139. | 4.       |
| Žebříček WTA k 23. květnu 2016; číslo je součtem žebříčkového postavení obou členů páru |                     |            |                       |      |          |

## Přehled finále

### Mužská dvouhra
- Nicolas Mahut vs.  Gilles Müller, 6–4, 6–4

### Ženská dvouhra
- Coco Vandewegheová vs.  Kristina Mladenovicová 7–5, 7–5

### Mužská čtyřhra
- Mate Pavić /  Michael Venus vs.  Dominic Inglot /  Raven Klaasen, 3–6, 6–3, [11–9]

### Ženská čtyřhra
- Oxana Kalašnikovová /  Jaroslava Švedovová vs.  Xenia Knollová /  Aleksandra Krunićová, 6–1, 6–1